# David Frost (politikus)
David Frost, Lord (Derby, 1965. február 21. –) brit politikus, volt Brexit-ügyi államtitkár.

## Életpályája
2019 folyamán  a brit fél főtárgyalója volt az Európai Unióval  folytatott Brexit-tárgyalásokon.  
2021 decemberében lemondott hivataláról, mivel ellenezte a brit kormány Covid19-járványkezelési politikáját. Frosttól Liz Truss brit külügyminiszter vette át a feladatot, hogy tárgyaljon Nagy-Britannia és az EU jövőbeli kapcsolatairól.